# Boxen bei den Mittelmeerspielen
Boxwettkämpfe werden bei den Mittelmeerspielen seit 1951 alle vier Jahre ausgetragen (Ausnahme: die 11. Spiele fanden 1991 statt, die 12. wurden bereits zwei Jahre später, 1993 abgehalten. Seitdem werden sie wieder im Vierjahresrhythmus ausgetragen). Sie werden von der AIBA organisiert. Das erste Turnier fand in der ägyptischen Stadt Alexandria statt. Es nehmen vor allem Nationen teil, die an das Mittelmeer angrenzen. Frauen- und Juniorenwettkämpfe wurden bisher noch nicht ausgetragen.

## Teilnehmende Nationen

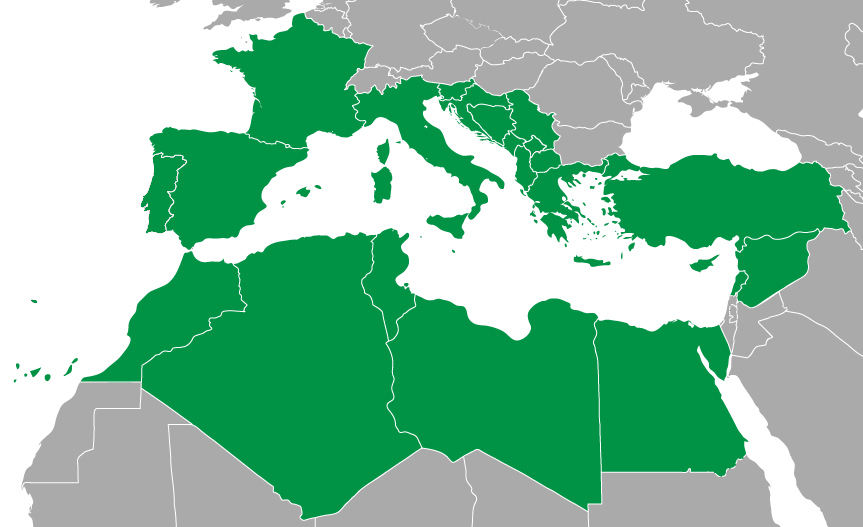
Die teilnehmenden Nationen

- Afrika: Ägypten, Algerien, Libyen, Marokko, Tunesien
- Asien: Libanon, Syrien
- Europa: Albanien, Andorra, Bosnien und Herzegowina, Frankreich, Griechenland, Italien, Kosovo, Kroatien, Malta, Monaco, Montenegro, San Marino, Serbien, Slowenien, Spanien, Türkei, Zypern
- Das einzige Land, das am Mittelmeer gelegen ist und nicht an den Spielen teilnehmen darf, ist Israel; die arabischen Teilnehmer haben damit gedroht, die Veranstaltung dann aus politischen Gründen zu boykottieren.[1]
- Länder, die keine Mittelmeerküste haben und trotzdem teilnehmen, sind Andorra, Mazedonien, San Marino und Serbien.

## Bekannte Turniersieger
Die bisher bekanntesten Turniersieger sind unter anderem der Olympiasieger und zweifache Weltmeister im Superschwergewicht Roberto Cammarelle (dieser gewann die Mittelmeerspiele gleich dreimal: 2005, 2009 und 2013), der spätere Profi-Europameister und WBC-Pflichtherausforderer im Schwergewicht Željko Mavrović, der Amateurweltmeister im Superschwergewicht von 1999 Sinan Şamil Sam, der Olympiadritte von 2002 im Superschwergewicht Paolo Vidoz, der spätere WBC-Weltmeister im Cruisergewicht Giacobbe Fragomeni, der Amateurweltmeister und dreifache Europameister Ramaz Paliani und der zweifache Amateurweltmeister und Olympiazweite Clemente Russo (dieser gewann die Mittelmeerspiele insgesamt dreimal: 2005 und 2009).

## Wettkämpfe
| Nr. | Jahr | Ort        | Land         | Artikel |
| --- | ---- | ---------- | ------------ | ------- |
| 1   | 1951 | Alexandria | Ägypten      | Details |
| 2   | 1955 | Barcelona  | Spanien      | Details |
| 3   | 1959 | Beirut     | Libanon      | Details |
| 4   | 1963 | Neapel     | Italien      | Details |
| 5   | 1967 | Tunis      | Tunesien     | Details |
| 6   | 1971 | Izmir      | Türkei       | Details |
| 7   | 1975 | Algier     | Algerien     | Details |
| 8   | 1979 | Split      | Jugoslawien  | Details |
| 9   | 1983 | Casablanca | Marokko      | Details |
| 10  | 1987 | Latakia    | Syrien       | Details |
| 11  | 1991 | Athen      | Griechenland | Details |
| 12  | 1993 | Narbonne   | Frankreich   | Details |
| 13  | 1997 | Bari       | Italien      | Details |
| 14  | 2001 | Tunis      | Tunesien     | Details |
| 15  | 2005 | Almería    | Spanien      | Details |
| 16  | 2009 | Pescara    | Italien      | Details |
| 17  | 2013 | Mersin     | Türkei       | Details |

## Medaillenspiegel
| Platz  | Land                          | Gold | Silber | Bronze | Gesamt |
| ------ | ----------------------------- | ---- | ------ | ------ | ------ |
| 1      | Italien                       | 40   | 25     | 44     | 109    |
| 2      | Ägypten                       | 23   | 25     | 35     | 83     |
| 3      | Türkei                        | 21   | 26     | 36     | 83     |
| 4      | Frankreich                    | 21   | 12     | 24     | 57     |
| 5      | Jugoslawien                   | 19   | 14     | 13     | 46     |
| 6      | Tunesien                      | 18   | 15     | 27     | 60     |
| 7      | Algerien                      | 17   | 14     | 21     | 52     |
| 8      | Marokko                       | 9    | 13     | 33     | 55     |
| 9      | Spanien                       | 4    | 18     | 27     | 49     |
| 10     | Syrien                        | 4    | 8      | 17     | 29     |
| 11     | Griechenland                  | 4    | 4      | 31     | 39     |
| 12     | Vereinigte Arabische Republik | 3    | 1      | 3      | 7      |
| 13     | Bosnien und Herzegowina       | 1    | 0      | 3      | 4      |
| 14     | Montenegro                    | 1    | 0      | 1      | 2      |
| 15     | Kroatien                      | 0    | 4      | 6      | 10     |
| 15     | Libanon                       | 0    | 3      | 6      | 9      |
| 17     | Serbien und Montenegro        | 0    | 1      | 3      | 4      |
| 18     | Zypern                        | 0    | 1      | 2      | 3      |
| 19     | Serbien                       | 0    | 1      | 2      | 3      |
| 20     | Nordmazedonien                | 0    | 0      | 1      | 1      |
| 20     | Slowenien                     | 0    | 0      | 1      | 1      |
| Totaal | Totaal                        | 185  | 185    | 336    | 706    |